# Armoy
Armoy és un municipi francès situat al departament de l'Alta Savoia i a la regió d'Alvèrnia-Roine-Alps. L'any 2007 tenia 1.098 habitants.

## Demografia

### Població
El 2007 la població de fet d'Armoy era de 1.098 persones. Hi havia 408 famílies de les quals 62 eren unipersonals (31 homes vivint sols i 31 dones vivint soles), 165 parelles sense fills, 173 parelles amb fills i 8 famílies monoparentals amb fills.
La població ha evolucionat segons el següent gràfic:
Habitants censats

### Habitatges
El 2007 hi havia 453 habitatges, 418 eren l'habitatge principal de la família, 24 eren segones residències i 12 estaven desocupats. 411 eren cases i 41 eren apartaments. Dels 418 habitatges principals, 371 estaven ocupats pels seus propietaris, 36 estaven llogats i ocupats pels llogaters i 10 estaven cedits a títol gratuït; 2 tenien una cambra, 11 en tenien dues, 42 en tenien tres, 102 en tenien quatre i 260 en tenien cinc o més. 381 habitatges disposaven pel capbaix d'una plaça de pàrquing. A 117 habitatges hi havia un automòbil i a 286 n'hi havia dos o més.

### Piràmide de població
La piràmide de població per edats i sexe el 2009 era:
| Homes | Edats   | Dones |
| ----- | ------- | ----- |
| 0     | 95 o +  | 0     |
| 0     | 90 a 94 | 4     |
| 4     | 85 a 89 | 0     |
| 4     | 80 a 84 | 4     |
| 4     | 75 a 79 | 16    |
| 16    | 70 a 74 | 8     |
| 12    | 65 a 69 | 8     |
| 32    | 60 a 64 | 8     |
| 52    | 55 a 59 | 48    |
| 40    | 50 a 54 | 56    |
| 48    | 45 a 49 | 56    |
| 36    | 40 a 44 | 32    |
| 36    | 35 a 39 | 40    |
| 16    | 30 a 34 | 20    |
| 28    | 25 a 29 | 12    |
| 12    | 20 a 24 | 16    |
| 40    | 15 a 19 | 28    |
| 48    | 10 a 14 | 16    |
| 44    | 5 a 9   | 16    |
| 20    | 0 a 4   | 28    |

## Economia
El 2007 la població en edat de treballar era de 737 persones, 540 eren actives i 197 eren inactives. De les 540 persones actives 513 estaven ocupades (265 homes i 248 dones) i 28 estaven aturades (10 homes i 18 dones). De les 197 persones inactives 87 estaven jubilades, 59 estaven estudiant i 51 estaven classificades com a «altres inactius».

### Ingressos
El 2009 a Armoy hi havia 440 unitats fiscals que integraven 1.230 persones, la mediana anual d'ingressos fiscals per persona era de 24.824 €.

### Activitats econòmiques
Dels 42 establiments que hi havia el 2007, 2 eren d'empreses alimentàries, 2 d'empreses de fabricació d'altres productes industrials, 10 d'empreses de construcció, 8 d'empreses de comerç i reparació d'automòbils, 3 d'empreses d'hostatgeria i restauració, 2 d'empreses financeres, 2 d'empreses immobiliàries, 6 d'empreses de serveis, 3 d'entitats de l'administració pública i 4 d'empreses classificades com a «altres activitats de serveis».
Dels 9 establiments de servei als particulars que hi havia el 2009, 1 era un taller de reparació d'automòbils i de material agrícola, 2 guixaires pintors, 1 fusteria, 1 lampisteria, 3 electricistes i 1 perruqueria.
Dels 4 establiments comercials que hi havia el 2009, 1 era una botiga de més de 120 m², 2 fleques i 1 una botiga de roba.
L'any 2000 a Armoy hi havia 9 explotacions agrícoles.

## Poblacions més properes
El següent diagrama mostra les poblacions més properes.